# Loumbila
Loumbila ist sowohl eine Gemeinde (französisch commune rurale) als auch ein dasselbe Gebiet umfassendes Departement im westafrikanischen Staat Burkina Faso in der Region Plateau Central und der Provinz Oubritenga. Die Gemeinde hat in 31 Dörfern 27.771 Einwohner.
Auf dem Gemeindegebiet befindet sich ein Stausee, welcher der Wasserversorgung der nahegelegenen Hauptstadt Ouagadougou dient. Im zu Loumbila gehörenden Dorf Donsin soll der neue Hauptstadtflughafen gebaut werden.